# Luxemburghism
Termenul de luxemburghism se referă la mișcarea revoluționară marxistă  creată de Rosa Luxemburg și de Karl Liebknecht, mișcare cunoscută sub numele de Liga Spartachistă. Această mișcare a respins ideea de participare la războiul din 1914 și s-a caracterizat prin apărarea democrației în cadrul muncitorimii, contrar „viziunii militariste ale partidului”, viziune ce i se atribuia lui Lenin. Enunțul lui Karl Marx, „emanciparea lucrătorilor va fi opera lucrătorilor înșiși”, constituia punctul de plecare al ideilor sale.

## Istorie
Inițial, curentul luxemburghist constituia aripa stângă a Partidului Social Democrat din Germania (SPD) și a avut o oarecare influență asupra partidelor poloneze (prin Leo Jogiches) și asupra partidelor olandeze (prin Anton Pannekoek). Imediat după primul război mondial a apărut conceptul de spartachism, denumire a facțiunii expulzate din SPD, în care militau, pe lângă Rosa Luxemburg și Karl Liebknecht, Franz Mehring, Clara Zetkin, Rosi Wolfstein, printre alții, care au participat la revoluția germană din 1918 și la fondarea, în același an, a Partidului Comunist din Germania (KPD). Rosa Luxemburg scria atunci: 
"Revoluția proletară nu are nici o nevoie să folosească teroarea pentru a-și atinge obiectivele. Ea detestă si repudiază crimele. Nu are nevoie să recurgă la astfel de mijloace de luptă pentru că nu combate contra indivizilor, ci contra instituțiilor, pentru că nu intră în ring cu iluzii copilărești care, odată decepționate, ar aspira spre vreo sângeroasă răzbunare".
Ce vrea Liga Spartachistă?, 14 decembrie 1918.  
În ianuarie 1919, Rosa Luxemburg și Karl Liebknecht sunt asasinați, iar la scurt timp după aceea sunt asasinati Leo Jogiches și Franz Mehring. Curentul luxemburghist, decimat prin înăbușirea revoluției spartachiste din 1919, va înceta să mai existe ca atare. 
Cu toate acestea, există numeroase curente marxiste oponente ale birocrației și dirigentismului organizațiilor sindicale și al partidelor tradiționaliste care pretind afilierea lor la luxemburghism. Unele curente, în loc de luxemburghism, preferă să folosească expresii precum comunismul consilierist sau consilierism, dar toate preiau din opera Rosei Luxemburg apărarea unei anumite spontaneități revoluționare a proletariatului, apărarea democrației in cadrul muncitorimii și al democrației interne în cadrul organizațiilor, precum și un internaționalism radical care conduce spre confruntarea cu naționalismele, respingând în același timp aplicarea generală și universală a „dreptului de autodeterminare națională” conform tezelor Wilsoniano-Leniniste. Luxemburghismul a fost revendicat mai ales în anii '30 în Germania de Paul Frölich și de o parte a Partidului Muncitorilor Socialiști din Germania (SAPD), iar în Franța de René Lefeuvre și Edițiile Spartacus . În Spania, organizații acum defuncte Acción Comunista (1965-1977) și Organización de Izquierda Comunista (1972-1979) și-au asumat o bună parte din tezele Rosei Luxemburg, în special relația non-dirigistă dintre „avangardă” si mase. Cu pretențiile unei cosmetice imagini „de stânga”, Partidul Socialist Muncitoresc Spaniol și-a înzestrat unele dintre organizațiile sale satelitale cu numele de Rosa Luxemburg. 
În actualitate există organizații care revendică atât moștenirea politică rămasă de pe urma Rosei Luxemburg cât și luxemburghismul ca atare. Există o anume regrupare internațională, Rețeaua internațională luxemburghistă, formată din militanți din Argentina, Brazilia, Chile, Spania, Franța, India, Italia, Norvegia, Portugalia, Regatul Unit și Statele Unite.